# Dla ciebie, Moskwo
Dla ciebie, Moskwo (ros. Тебе, Москва!, Tiebie Moskwa!) – radziecki film animowany z 1947 roku w reżyserii Grigorija Łomidze. Plakat filmowy z okazji 800-lecia Moskwy.
Film wchodzi w skład serii płyt DVD Animowana propaganda radziecka (cz. 2: Faszystowscy barbarzyńcy).

## Opis
Film przedstawia główne etapy historyczne kształtowania się Moskwy od czasów tworzenia miasta do 1947 roku. W filmie przywołano wydarzenia historyczne, m.in. zwycięstwo  Iwana III nad Tatarami (XV wiek), bunt przeciwko polskiej okupacji (XVII wiek), klęskę wojsk napoleońskich w 1812 roku, rewolucję 1905 roku, rewolucję socjalistyczną 1917 roku oraz klęskę armii faszystowskich Niemiec z 1941 roku.
Sceny rysunkowe zostały połączone razem z materiałem dokumentalnym. W filmie wykorzystano materiał dokumentalny sowieckiej Moskwy z lat 1930-1940 oraz obrazy z radzieckich znaczków pocztowych i pocztówek o tematyce patriotycznej, a także fotografie radzieckich ludzi różnych narodowości i różnych zawodów. 
W materiale dokumentalnym dotyczącym Moskwy przedstawiono m.in. obraz szczęśliwego dziecka, kwiaty, niektóre budynki i sceny uliczne oraz pomniki Lenina i Stalina. Film cechuje się piękną animacją, surowymi obrazami oraz żywą muzyką patriotyczną.

## Pieśni
- Hymn Moskwy – Droga moja stolica (Moja Moskwa) (ros. «Дорогая моя столица» («Моя Москва»))
- Święta wojna (ros. «Свяще́нная война́»)